# Château de Ravenstein
 (août 2025).
Si vous disposez d'ouvrages ou d'articles de référence ou si vous connaissez des sites web de qualité traitant du thème abordé ici, merci de compléter l'article en donnant les références utiles à sa vérifiabilité et en les liant à la section « Notes et références ».
Pour les articles homonymes, voir Ravenstein.
Le château de Ravenstein, désormais aménagé en club house de golf, était une propriété du Roi Léopold II. Celui-ci est à l'origine d'une collection complète d’arbres se trouvant dans le parc. Il est situé à Tervueren en Belgique.